# Saint-Thélo
Saint-Thélo [sɛ̃telo] est une commune française située dans le département des Côtes-d'Armor, en région Bretagne.
En 2002, la commune a obtenu le Label « Communes du Patrimoine Rural de Bretagne » pour la richesse de son patrimoine architectural et paysager.

## Géographie

### Localisation
Le bourg de Saint-Thélo est situé à  vol d'oiseau à 9 km au nord-ouest de Loudéac, à 31,5 km au sud de Saint-Brieuc, sa préfecture de rattachement et à 88 km à l'ouest de Rennes, la capitale de la Bretagne administrative. Par ses traditions, Saint-Thélo appartient au Pays gallo.
| Merléac       | Uzel        | Saint-Hervé |
| Le Quillio    | Saint-Thélo | Grâce-Uzel  |
| Saint-Caradec | Trévé       |             |

### Géographie physique
| - Carte topographique de la commune de Saint-Thélo. |

### Hydrographie
Pour un article plus général, voir Réseau hydrographique des Côtes-d'Armor.
La commune est située dans le bassin Loire-Bretagne. Elle est drainée par l'Oust et un autre petit cours d'eau,.
L'Oust, d'une longueur de 145 km, prend sa source dans la commune de La Harmoye et se jette  dans la Vilaine à Rieux, après avoir traversé 46 communes. 

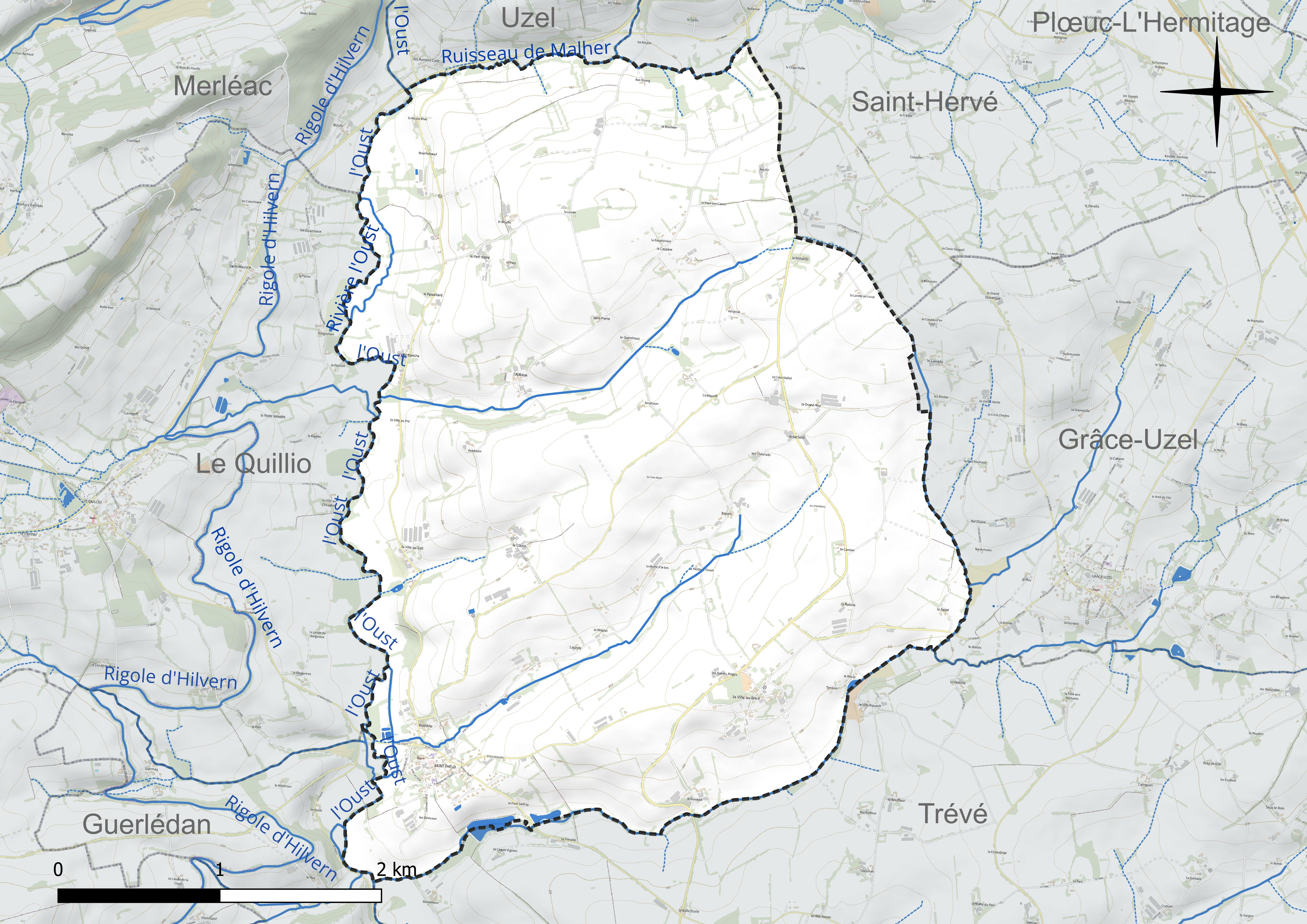
Réseau hydrographique de Saint-Thélo.

### Climat
Pour des articles plus généraux, voir Climat de la Bretagne et Climat des Côtes-d'Armor.
En 2010, le climat de la commune est de type climat océanique franc, selon une étude du CNRS s'appuyant sur une série de données couvrant la période 1971-2000. En 2020, Météo-France publie une typologie des climats de la France métropolitaine dans laquelle la commune est exposée à un climat océanique et est dans la région climatique  Finistère nord, caractérisée par une pluviométrie élevée, des températures douces en hiver (6 °C), fraîches en été et des vents forts. Parallèlement l'observatoire de l'environnement en Bretagne publie en 2020 un zonage climatique de la région Bretagne, s'appuyant sur des données de Météo-France de 2009. La commune est, selon ce zonage, dans la zone « Intérieur », exposée à un climat médian, à dominante océanique.  
Pour la période 1971-2000, la température annuelle moyenne est de 10,9 °C, avec une amplitude thermique annuelle de 11,9 °C. Le cumul annuel moyen de précipitations est de 912 mm, avec 13,9 jours de précipitations en janvier et 7,3 jours en juillet. Pour la période 1991-2020, la température moyenne annuelle observée sur la station météorologique la plus proche, située sur la commune de Loudéac à 9 km à vol d'oiseau, est de 11,5 °C et le cumul annuel moyen de précipitations est de 922,6 mm,. Pour l'avenir, les paramètres climatiques de la commune estimés pour 2050 selon différents scénarios d'émission de gaz à effet de serre sont consultables sur un site dédié publié par Météo-France en novembre 2022.

## Urbanisme

### Typologie
Au 1er janvier 2024, Saint-Thélo est catégorisée commune rurale à habitat très dispersé, selon la nouvelle grille communale de densité à 7 niveaux définie par l'Insee en 2022.
Elle est située hors unité urbaine. Par ailleurs la commune fait partie de l'aire d'attraction de Loudéac, dont elle est une commune de la couronne,. Cette aire, qui regroupe 22 communes, est catégorisée dans les aires de moins de 50 000 habitants,.

### Occupation des sols
L'occupation des sols de la commune, telle qu'elle ressort de la base de données européenne d’occupation biophysique des sols Corine Land Cover (CLC), est marquée par l'importance des territoires agricoles (98 % en 2018), une proportion sensiblement équivalente à celle de 1990 (98,2 %). La répartition détaillée en 2018 est la suivante : 
terres arables (75,7 %), prairies (17,3 %), zones agricoles hétérogènes (4,9 %), zones urbanisées (2 %). L'évolution de l’occupation des sols de la commune et de ses infrastructures peut être observée sur les différentes représentations cartographiques du territoire : la carte de Cassini (XVIIIe siècle), la carte d'état-major (1820-1866) et les cartes ou photos aériennes de l'IGN pour la période actuelle (1950 à aujourd'hui).

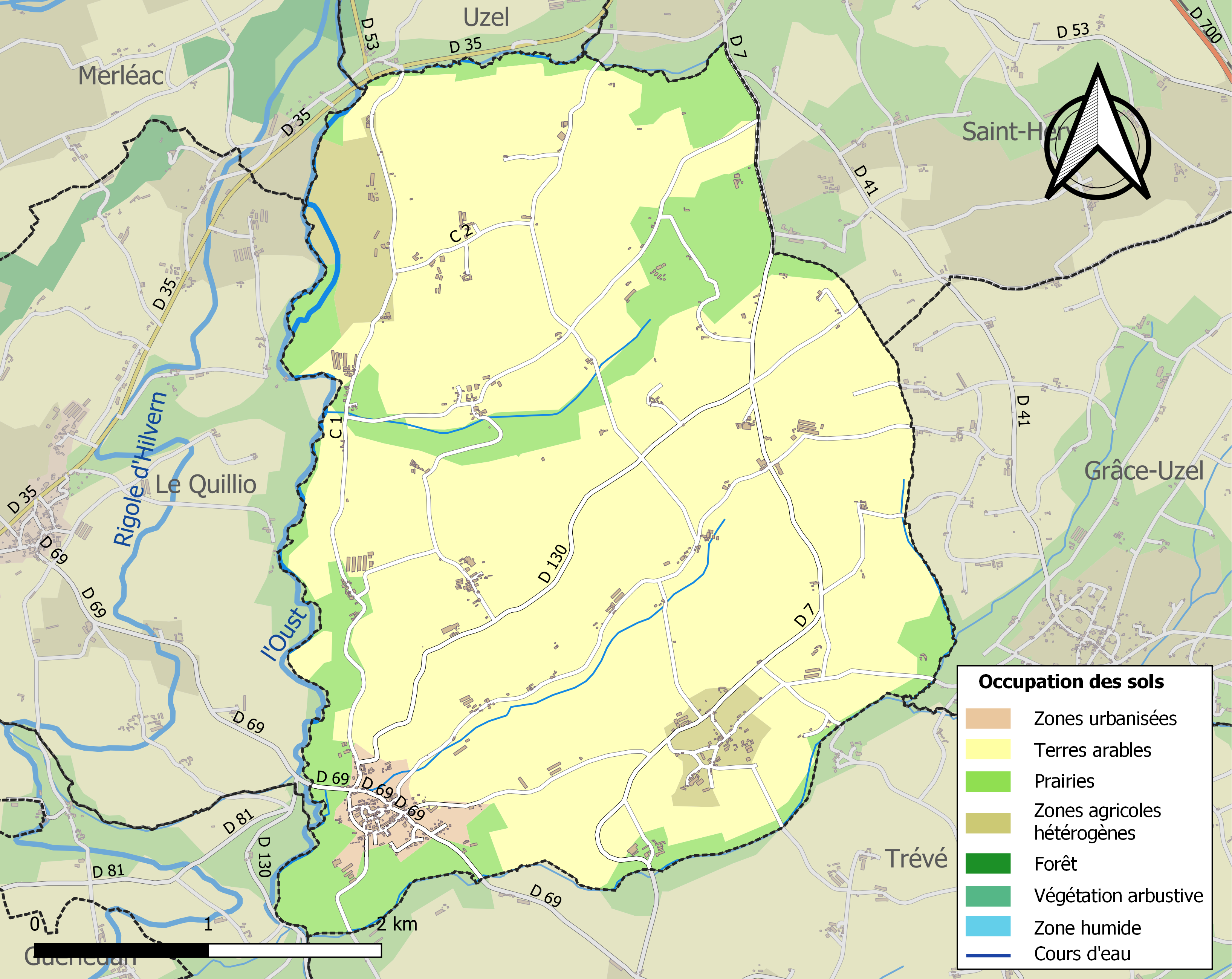
Carte des infrastructures et de l'occupation des sols de la commune en 2018 (CLC).

## Toponymie
Le nom de la localité sous les formes San Theliaut en 1182, Parochia de Sancto Eleio en 1271, Parochia de Sancto Teleo en 1279, Seint Teleu en 1298, Saint-Telou en 1426 et en 1427, Saint Thelou en 1428, 1438 et en 1514, Sainct-Elo en 1480 et Sainct-Helo en 1569.

Son nom Saint-Thélo est officialisé par un arrêté du 27 octobre 1801.
La commune doit son nom à saint Thélo ou saint Théleau, saint breton plus ou moins mythique de l'Armorique, comme saint Edern associé à un cerf, peut-être une forme christianisée de l'ancien dieu celte Cernunnos.

## Histoire

### Époque Moderne
Au cours de la Révolution française, la commune porta provisoirement le nom de Thélo-sur-Oust.

### LeXXesiècle

#### Les guerres duXXesiècle
Le monument aux morts porte les noms des 47 soldats morts pour la Patrie :
- 39 sont morts durant la Première Guerre mondiale ;
- 6 sont morts durant la Seconde Guerre mondiale ;
- 2 sont morts durant la guerre d'Algérie.

## Politique et administration
| Période      | Période                   | Identité                       | Étiquette | Qualité |
| ------------ | ------------------------- | ------------------------------ | --------- | --- |
| 1790         | 1794                      | Charles Louis Boscher-Delangle |           | Négociant en toiles |
| 1794         | 1800                      | Mathurin Taillard              |           | |
| 1800         | 1800                      | Julien Gabriel Marquer         |           | |
| 1800         | 1803 (décès)              | Charles Louis Boscher-Delangle |           | |
| 1803         | 1834 (décès)              | Pierre Boscher-Delangle        |           | Négociant en toiles |
| 1834         | 1843 (décès)              | Jean Duault                    |           | Géomètre arpenteur |
| 1843         | 1851                      | Mathurin Le Maô                |           | |
| 1851         | 1852                      | Louis Ollitrault               |           | |
| 1852         | 1868                      | François Marie Le Covec        |           | |
| 1868         | 1881                      | Guillaume Lecoq                |           | |
| 1881         | 1896                      | Pierre Boscher-Delangle        |           | Avocat |
| 1896         | 1919                      | Pierre Le Goff                 |           | Agriculteur, bouilleur de cru |
| 1919         | 1923                      | Pierre Martin                  |           | |
| 1923         | 1928 (décès)              | Pierre Marie Le Pottier        |           | |
| 1928         | octobre 1947              | Victor Marsoin                 |           | Agriculteur |
| octobre 1947 | mars 1959                 | Jean Jaglin                    | RI        | Ingénieur agronome |
| mars 1959    | 1968 (décès)              | Maurice Duault                 |           | Cultivateur |
| 1968         | mars 1977                 | Joseph Le Denmat               |           | Agriculteur Ancien conseiller général d'Uzel (1951 → 1964) Adjoint au maire (1959 → 1968)                                                                                 |
| mars 1977    | mars 1983                 | Robert Le Maux                 |           | Agriculteur |
| mars 1983    | 16 juin 1995              | Ernest Glon (1925-2008)        | DVD       | Agriculteur retraité, maire honoraire Adjoint au maire (1977 → 1983) |
| 16 juin 1995 | 28 mai 2020               | Daniel Le Goff                 | DVD       | Agriculteur retraité, maire honoraire Adjoint au maire (1983 → 1995) 9e vice-président de la CIDERAL (2014 → 2016) 14e vice-président de Loudéac Communauté (2017 → 2020) |
| 28 mai 2020  | 20 avril 2023 (démission) | Loïc Jaglin                    | SE        | Retraité de la fonction publique hospitalière |
| 27 juin 2023 | En cours                  | Anne-Laure Duédal              | SE        | Biologiste Adjointe au maire (2020 → 2023) Élue à la suite d'une élection municipale partielle                                                                            |

## Population et société

### Démographie
L'évolution du nombre d'habitants est connue à travers les recensements de la population effectués dans la commune depuis 1793. Pour les communes de moins de 10 000 habitants, une enquête de recensement portant sur toute la population est réalisée tous les cinq ans, les populations de référence des années intermédiaires étant quant à elles estimées par interpolation ou extrapolation. Pour la commune, le premier recensement exhaustif entrant dans le cadre du nouveau dispositif a été réalisé en 2005.

En 2022, la commune comptait 377 habitants, en évolution de −10,02 % par rapport à 2016 (Côtes-d'Armor : +1,78 %, France hors Mayotte : +2,11 %).
| 1793  | 1800  | 1806  | 1821  | 1831  | 1836  | 1841  | 1846  | 1851  |
| ----- | ----- | ----- | ----- | ----- | ----- | ----- | ----- | ----- |
| 2 225 | 2 058 | 1 777 | 1 972 | 2 057 | 1 972 | 2 070 | 1 816 | 1 636 |

| 1856  | 1861  | 1866  | 1872  | 1876  | 1881  | 1886  | 1891  | 1896 |
| ----- | ----- | ----- | ----- | ----- | ----- | ----- | ----- | ---- |
| 1 501 | 1 408 | 1 436 | 1 282 | 1 213 | 1 181 | 1 168 | 1 076 | 980  |

| 1901  | 1906 | 1911 | 1921 | 1926 | 1931 | 1936 | 1946 | 1954 |
| ----- | ---- | ---- | ---- | ---- | ---- | ---- | ---- | ---- |
| 1 028 | 951  | 928  | 891  | 890  | 840  | 803  | 756  | 742  |

| 1962 | 1968 | 1975 | 1982 | 1990 | 1999 | 2005 | 2006 | 2010 |
| ---- | ---- | ---- | ---- | ---- | ---- | ---- | ---- | ---- |
| 713  | 676  | 554  | 531  | 458  | 444  | 438  | 434  | 420  |

| 2015 | 2020 | 2022 | - | - | - | - | - | - |
| ---- | ---- | ---- | - | - | - | - | - | - |
| 410  | 383  | 377  | - | - | - | - | - | - |

## Culture locale et patrimoine

### Lieux et monuments
- Saint Thélo est sur la Route du Lin, animation qui valorise un patrimoine très ancien de la région. La commune accueille en particulier la Maison des Toiles dans une bâtisse ancienne aménagée.
- Croix de cimetière ou calvaire, inscrit aux monuments historiques par arrêté du 22 mars 1930[27].
- Église Saint-Thélo.

### Personnalités liées à la commune
- Olivier Glais-Bizoin (1742-1801), homme politique né à Saint-Thélo, député des Côtes-du-Nord de 1791 à 1792.
- Paul Féval (1816-1887), écrivain, possédait, au lieu-dit « l'abbaye », une demeure à Saint-Thélo que sa famille avait acquise dans les années 1840[28]. À plusieurs reprises, il y séjourne et il y écrit plusieurs de ses romans. Il s'inspire notamment de la vie quotidienne des paysans locaux dont la rudesse des mœurs lui inspireront quelques textes littéraires. Aujourd'hui, un centre de loisir porte son nom dans cette commune des Côtes-d'Armor.